# Хамармер, Яков Семёнович
Яков Семёнович Хамармер (1920—1986) — советский театральный режиссёр, народный артист РСФСР.

## Биография
С 1937 — актёр Ленинградского театра им. Ленинского комсомола.
С 1940 по 1946 служил в частях Балтийского флота. Участвовал в обороне Ханко, защищал Ленинград.
Окончил с отличием режиссёрский факультет Ленинградского театрального института имени А. Н. Островского (1952). Работал режиссёром в Кемеровском областном драматическом театре.
С 1955 по 1958 главный режиссёр Великолукского областного драматического театра. С 1958 по 1960 главный режиссёр Музыкально-драматического театра им.М.Горького (Челябинск-40). В 1961—1966 главный режиссёр Ленинградского малого драматического театра.
В 1966 году был назначен главным режиссёром Ленинградского театра драмы и комедии на Литейном, в этой должности проработал до конца жизни. Поставил более двухсот спектаклей в театрах Ленинграда и других городов страны.
Занимался педагогической деятельностью, с 1978 преподавал в Ленинградском институте театра, музыки и кинематографии, с 1984 г. доцент по кафедре актерского мастерства. Среди его учеников Игорь Коняев, Игорь Ларин.
Умер в 1986 году. Похоронен на Комаровском кладбище.

## Творчество
География его постановок разнообразна: «Горящее сердце» И.Шура в Великолукском театре (1956), «В родном ауле» в Лакском театре (1960), ряд спектаклей в театрах союзных республик.
- В Ленинградском Малом драматическом наиболее заметные его постановки — «Дневник женщины» К.Финна и «Много шума из ничего» У.Шекспира.

- В 1970-е годы на сцене Театра на Литейном ставил «Конармию» И.Бабеля, «Настоящий мужчина»  и «Кто-то должен уйти» В.Красногорова, «Мост» А.Чхаидзе, «Прощание в июне» А.Вампилова, «Фронт» А.Корнейчука, «А поутру они проснулись» В.Шукшина.

- В 1980-е годы — «Гостиницу Асторию» А.Штейна, «Прости меня» В.Астафьева, «Валенсианскую вдову» Лопе де Вега, «Иск» А.Радова, «Знак беды» В.Быкова (по собственной инсценировке), «Пеший человек» М.Карима, «Любовь и голуби» А.Гуркина.

Автор пьес «Матросы», «Флаг острова», «Любимая». В творчестве Хамармера большое место занимала военно-героическая тема, во многом обусловленная его собственным фронтовым прошлым.